# Cheumatopsyche tokunagai
Cheumatopsyche tokunagai är en nattsländeart som först beskrevs av Tsuda 1940.  Cheumatopsyche tokunagai ingår i släktet Cheumatopsyche och familjen ryssjenattsländor. Inga underarter finns listade i Catalogue of Life.